# Женевьева Орлеанская
Женевьева Мария Жанна Франсуаза Шанталь Моник Луиза Альберта Жозефина Габриэль Эммануэль Генриетта (фр. Geneviève Marie Jeanne Françoise Chantal Monique Louise Alberte Joséphine Gabrielle Emmanuelle Henriette, Нёйи-сюр-Сен, 21 сентября 1901 — Рио-де-Жанейро, 22 августа 1983) была третьей дочерью Эммануэля Орлеанского, герцога Вандома и его супруги Генриетты Бельгийской.
В 1923 году она вышла замуж за маркиза де Шапоне-Моранс. В этом браке родились двое детей:
- Пьер Эммануэль Франсуа Анри Бодуэн де Шапоне-Моранс (фр. Pierre Emmanuel François Henri Baudoin de Chaponay-Morance), 24 января 1925 года — 2 октября 1943 года. Пьер де Шапоне-Моранс был кадетом военной академии в Пенсаколе, Флорида, США. Погиб (пропал без вести) вместе с соучениками в ходе боевых действий в Мексиканском заливе[8]. Награждён медалью Сопротивления[6].
- Анрианн Мария Пьер Эммануэль Констанция де Шапоне-Моранс (фр. Henryanne Maria Pierre Emmanuelle Constance de Chaponay-Morance), 8 мая 1924 года — 9 октября 2019 года.